# Zac Drayson
Zachary "Zac" Drayson es un actor australiano, conocido por haber interpretado a Will Smith en la serie australiana Home and Away.

## Biografía
En el 2013 Zac se casó con Sabrina Drayson, en febrero del 2015 la pareja anunció que le habían dado la bienvenida a su primer bebé juntos Jack Drayson el 20 de enero del mismo año.

## Carrera
En el 2006 apareció como invitado en la aclamada serie australiana All Saints donde interpretó a Billy Longley, un joven que queda atrapado en un autobús después de que este se estrellara.
De 1998 al 2001 interpretó a Will Smith en la exitosa serie australiana Home and Away. Will dejó por primera vez la bahía después de casarse con Gypsy Nash la madre de su hijo. Posteriormente en el 2004 Will regresó en varias ocasiones para visitar a sus amigos y familiares, su primer regreso a Summer Bay fue cuando su hermano menor Nick Smith se metió en problemas, posteriormente regresó de nuevo a la bahía después de separarse un tiempo de Gypsy sin embargo luego de arreglar sus problemas con ella Will se fue de nuevo. Más tarde en el 2005 regresó de nuevo a la bahía para asistir a la boda de su hermana menor Hayley Smith con Kim Hyde, la cual no se realizó. En el 2010 regresó a la serie junto a su hija Lily, sin embargo se fue de nuevo en el 2011.
En el 2010 interpretó a Leory en un episodio de la serie dramática Rescue Special Ops.

## Filmografía

### Series de televisión
| Año                              | Serie                 | Personaje     | Notas                                   |
| -------------------------------- | --------------------- | ------------- | --------------------------------------- |
| 2015                             | Winter                | Luke Thompson | 4 episodios - miniserie                 |
| 2014                             | Town Centre           | Stan          | -                                       |
| 1998-2001, 2004, 2005, 2010-2011 | Home and Away         | Will Smith    | 217 episodios                           |
| 2010                             | Rescue Special Ops    | Leroy         | episodio "Locked In"                    |
| 2009                             | Packed to the Rafters | Fergus        | episodio "Living by the List"           |
| 2006                             | All Saints            | Billy Longley | episodio "Contact"                      |
| 2002                             | Always Greener        | Devo          | 2 episodios                             |
| 2002                             | Young Lions           | Jay Stubbings | episodio "The City and The Taxi Driver" |

### Películas
| Año  | Título      | Personaje      | Notas                                                                        |
| ---- | ----------- | -------------- | ---------------------------------------------------------------------------- |
| 2013 | Let It Rain | Right Hand Man | junto a Matt Hardie, Graham Hyland, Zoe Cooper, Stuart McRae y Anthony Taufa |
| 1997 | Girl        | Jo             | corto - junto a Agnes Bruckner                                               |

### Cámara y departamento eléctrico
| Año  | Título      | Notas |
| ---- | ----------- | ----- |
| 2013 | Let It Rain | corto |